# Ignaz von Olfers
Ignaz von Olfers (ur. 30 sierpnia 1793 w Münster – zm. 23 kwietnia 1871 w Berlinie) – niemiecki przyrodnik, zoolog i dyplomata.